# Jenilu
Jenilu (Janilo, Djenilo, Jenilo, Junilo, Juanilo) ist ein indonesischer Desa im Distrikt (Kecamatan) Kakuluk Mesak (Regierungsbezirk Belu, Provinz Ost-Nusa Tenggara).

## Geographie
Jenilu liegt an der Nordküste der Insel Timor an der Sawusee. Östlich befinden sich die Desas Kenebibi und Tulakadi, südlich Kabuna und westlich Leosama und Dualaus.

## Einwohner
2010 lebten in Jenilu 2.477 Menschen. Sie gehören mehrheitlich zur Ethnie der Tetum.

## Geschichte

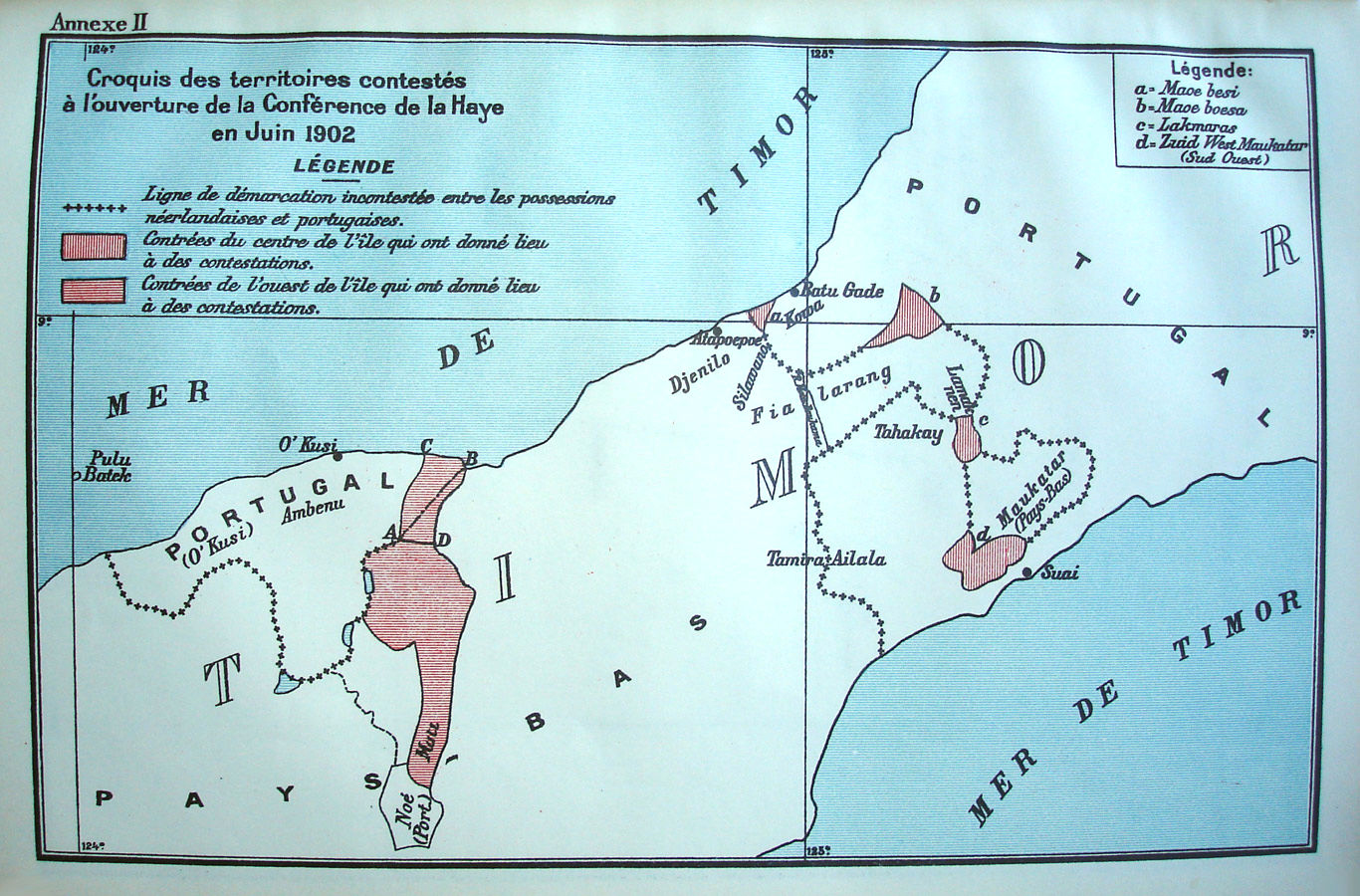
Jenilu (hier Djenilo) auf einer Karte Zentraltimors von 1914

Jenilu war ursprünglich ein kleines Reich der nördlichen Tetum, das aus einigen kleinen Dörfern bestand. Das Zentrum lag in einem Tal, etwa drei Meilen entfernt vom Flusshafen Atapupu, der heutzutage zu Jenilu gehört.
Nach Ankunft der Europäer auf Timor kam die Region zunächst unter die nominelle Oberhoheit von Portugal. Im Vertrag von Paravicini unterschrieb Jacinto Correa (Hiacijinto Corea) 1756, als König von Wewiku-Wehale und Großfürst von Belu, unter anderem für das Reich von Jenilu ein Bündnis mit der Niederländischen Ostindien-Kompanie (VOC). 1848 besetzte der Herrscher von Oecusse Jenilu nochmals im Namen Portugals. Die Niederländer intervenierten dagegen, da sie befürchteten, dass so der wichtige Hafen Atapupu die Verbindung zum Hinterland verlieren könnte. Die Verhandlungen verliefen zunächst erfolglos. Erst 1859 wurde Jenilu im Vertrag von Lissabon endgültig den Niederlanden zugesprochen.
Unter den Herrschern Jenilus finden sich auch Frauen, wie Mariana Rosa da Costa (1879–1893).
Herrscher von Jenilu
- Dom Manuel de Jesus (etwa 1769)
- Dom Vicente de Jesus (1815)
- Serente Mor (1832)
- Raja Perempuan (etwa 1845) (Tochter des Liurai von Balibo)
- Besi Taik (1851–1879)
- Mariana Rosa da Costa (1879–1893) (Tochter)
- Gabriel Perera (Regent 1893–1902)
- Josef da Costa (Sirimain) (1902–1916) (Sohn von Mariana Rosa da Costa)
- Eingegangen in das Reich Belu Tasi Feto 1916